# Герберт, Джордж, 8-й граф Карнарвон
Джордж Реджинальд Оливер Молинье Герберт, 8-й граф Карнарвон (англ. George Reginald Oliver Molyneux Herbert, 8th Earl of Carnarvon; род. 10 ноября 1956 года) — британский пэр и землевладелец, который носил титул учтивости лорд Порчестер в 1987—2001 годах.
Его семейное поместье, замок Хайклер, приобрело известность как основное место съемок телесериала «Аббатство Даунтон». Карнарвон и его семья живут в части дома, а остальные помещения сдают в аренду и открывают для публики на большую часть лета и на некоторые даты в другие месяцы.

## Биография
Джордж Герберт родился 10 ноября 1956 года в Ламбете, Лондон, и стал старшим сыном Генри Герберта, 7-го графа Карнарвона (1924—2001), и Джин Маргарет Уоллоп (1935—2019). Его мать, уроженка американского штата Вайоминг, была внучкой Оливера Уоллопа, 8-го графа Портсмута, который не рассчитывал унаследовать титул и переехал на американский запад, чтобы стать владельцем ранчо. Дядя Герберта по материнской линии Малкольм Уоллоп (1933—2011), владелец ранчо в Вайоминге, трижды избирался в Сенат США. Его родители были близкими друзьями королевы Елизаветы II, его крестной матери. Джордж Герберт был почётным пажом королевы. Он получил образование в Итоне и Колледж Святого Иоанна, Оксфорд.
Герберт унаследовал титул графа Карнарвона после смерти отца 11 сентября 2001 года.

## Семья
16 декабря 1989 года Джордж Герберт женился на Джейн М. Уилби, дочери владельца скаковых лошадей Кеннета А. Уилби и принцессы Просперо Колонна ди Стиглиано (урожденной Фрэнсис Лофтус). В этом браке родились двое детей:
- Сирша Герберт (2 июня 1991)
- Джордж Кеннет Оливер Молинье Герберт, лорд Порчестер (13 октября 1992), наследник титулов

В 1998 году Герберт развёлся, а 18 февраля 1999 года женился на модельере Фионе Джейн Мэри Эйткен, дочери Ронни Эйткена и Фрэнсис Фармер. В этом браке родился сын Эдвард (10 октября 1999):
Вторая жена Герберта является историком: она написала биографию прабабки мужа Альмины Герберт, графини Карнарвон, а также книгу о его деде и бабке . Она является «крестной матерью» круизного лайнера Viking Mars.